# Cochrane Airfield
Cochrane Airfield är en flygplats i Chile.   Den ligger i provinsen Provincia Capitán Prat och regionen Región de Aisén, i den södra delen av landet, 1 500 km söder om huvudstaden Santiago de Chile. Cochrane Airfield ligger 195 meter över havet.
Terrängen runt Cochrane Airfield är kuperad åt sydost, men åt nordväst är den bergig. Trakten runt Cochrane Airfield är nära nog obefolkad, med mindre än två invånare per kvadratkilometer.. Närmaste större samhälle är Cochrane, 1,9 km sydost om Cochrane Airfield.
I omgivningarna runt Cochrane Airfield växer i huvudsak blandskog.